# Tracy Moore
Tracy Lamont Moore (Oklahoma City, Oklahoma; 28 de diciembre de 1965) es un exjugador de baloncesto estadounidense que jugó cinco temporadas en la NBA, además de hacerlo en Italia, Grecia y en ligas menores de su país. Con 1,93 metros de estatura, lo hacía en la posición de escolta.

## Trayectoria deportiva

### Universidad
Jugó durante cuatro temporadas con los Golden Hurricane de la Universidad de Tulsa, en las que promedió 15,1 puntos, 3,3 rebotes y 1,8 asistencias por partido. En sus tres últimas temporadas fue incluido en el mejor quinteto de la Missouri Valley Conference.

### Profesional
Tras no ser elegido en el Draft de la NBA de 1988, jugó en la CBA y en la WBL, donde fue elegido mejor jugador del campeonato en 1991.
En enero de 1992 fichó por 10 días por los Dallas Mavericks, renovando hasta final de temporada y firmando finalmente por un año más. En su primera temporada en el equipo, como suplente de Rodney McCray, promedió 8,5 puntos y 2,0 rebotes por partido, llegando a jugar en dos ocasiones como titular.
En 1993 fichó por los Detroit Pistons, con los que únicamente disputó 3 partidos, en los que promedió 2,0 puntos.
Jugó posteriormente tres temporadas en la CBA, hasta que en 1996 fichó por los Houston Rockets, con los que acabó el año promediando 11,4 puntos y 2,8 rebotes por partido. Jugó una temporada más, para regresar posteriormente a la CBA, a los La Crosse Bobcats. En toda su trayectoria en esta liga acabó como el decimosegundo máximo anotador de la historia de la competición, con 5.757 puntos totales.
En 1998 cruzó el Atlántico para jugar con el Pallacanestro Reggiana de la liga italiana, donde permaneció dos temporadas en las que promedió 20,9 puntos y 3,8 rebotes por partido. Acabó su carrera jugando una temporada en la liga griega.

## Estadísticas de su carrera en la NBA

### Temporada regular
| Temporada | Edad | Equipo           | Liga | Pos. | P   | TIT | MIN  | TC  | TCA | %TC  | 3P  | 3PA | %3P  | 2P  | 2PA | %2P  | TL  | TLA | %TL   | R.OF. | R.DEF. | REB | ASIS | ROB | TAP | PER | FP  | PTS  |
| 1991-92   | 26   | Dallas Mavericks | NBA  | SF   | 42  | 2   | 18.6 | 3.1 | 7.7 | .400 | 0.7 | 2.0 | .357 | 2.4 | 5.7 | .415 | 1.5 | 1.9 | .833  | 0.7   | 1.2    | 2.0 | 1.1  | 0.8 | 0.1 | 1.0 | 2.3 | 8.5  |
| 1992-93   | 27   | Dallas Mavericks | NBA  | SG   | 39  | 1   | 13.1 | 2.6 | 6.4 | .414 | 0.6 | 1.7 | .343 | 2.1 | 4.7 | .440 | 1.4 | 1.6 | .869  | 0.6   | 0.7    | 1.3 | 1.2  | 0.5 | 0.1 | 0.8 | 1.4 | 7.2  |
| 1993-94   | 28   | Detroit Pistons  | NBA  | SG   | 3   | 0   | 3.3  | 0.7 | 1.0 | .667 | 0.0 | 0.0 |      | 0.7 | 1.0 | .667 | 0.7 | 0.7 | 1.000 | 0.0   | 0.3    | 0.3 | 0.0  | 0.7 | 0.0 | 0.0 | 0.0 | 2.0  |
| 1995-96   | 30   | Houston Rockets  | NBA  | SG   | 8   | 2   | 23.8 | 3.8 | 9.5 | .395 | 1.6 | 3.8 | .433 | 2.1 | 5.8 | .370 | 2.3 | 2.4 | .947  | 1.3   | 1.5    | 2.8 | 0.8  | 0.3 | 0.0 | 1.0 | 2.0 | 11.4 |
| 1996-97   | 31   | Houston Rockets  | NBA  | SG   | 27  | 1   | 8.8  | 1.2 | 3.1 | .388 | 0.4 | 1.6 | .256 | 0.8 | 1.6 | .524 | 0.8 | 1.1 | .710  | 0.4   | 0.6    | 1.0 | 0.7  | 0.2 | 0.0 | 0.5 | 0.7 | 3.7  |
| Total     |      |                  | NBA  |      | 119 | 6   | 14.5 | 2.5 | 6.2 | .404 | 0.6 | 1.9 | .344 | 1.9 | 4.3 | .430 | 1.3 | 1.6 | .838  | 0.6   | 0.9    | 1.5 | 1.0  | 0.5 | 0.1 | 0.8 | 1.6 | 7.0  |